# Lozza
Lozza est une commune italienne de la province de Varèse dans la région Lombardie en Italie.

## Toponyme
Appelée Lotia; provient du latin luteus: boueuse ou à partir du lombard (s)lossa: melza ou du plaisancin loss: opaque.

## Administration
| Période                                  | Période  | Identité                | Étiquette | Qualité |
| ---------------------------------------- | -------- | ----------------------- | --------- | ------- |
| 8/6/2009                                 | En cours | Fervida Adriana Fabbian |           |         |
| Les données manquantes sont à compléter. |          |                         |           |         |